# 惠安堡镇
惠安堡镇，是中华人民共和国宁夏回族自治区吴忠市盐池县下辖的一个乡镇级行政单位。

## 行政区划
惠安堡镇下辖以下地区：
惠安社区、杨儿庄村、隰宁堡村、大坝村、杜家沟村、狼布掌村、老盐池村、萌城村、四股泉村、麦草掌村、林家口子村和杏树梁村。